# Aleksandr Pușkin
Aleksandr Sergheevici Pușkin (în rusă Александр Сергеевич Пушкин; pronunție rusă:  audio; n. 26 mai/6 iunie 1799, Moscova, Imperiul Rus – d. 29 ianuarie/10 februarie 1837, Sankt Petersburg, Imperiul Rus) a fost un poet și dramaturg clasic rus din perioada romantică, considerat a fi cel mai mare poet rus și fondatorul literaturii ruse moderne. Pușkin a fost inițiatorul folosirii dialectului local în poeziile și piesele sale, creând un stil propriu de amestec al narațiunii cu teatrul, idila și satira — asociate cu literatura rusă și influențând major scriitorii ruși care i-au urmat.

## Biografie
Născut la Moscova, pe 6 iunie (26 mai, stil vechi) 1799, Pușkin se trăgea dintr-o familie de nobili de viță veche. Tatăl lui Pușkin, Sergei Lvovici Pușkin (1767–1848), era descendentul unei distinse familii nobile rusești, cu strămoși din secolul al XII-lea. Mama lui Pușkin, Nadejda (Nadia) Ossipovna Hannibal (1775–1836) avea strămoși, pe linia bunicii paterne, din nobilimea germană și scandinavă. Ea a fost fiica lui Ossip Abramovici Gannibal (1744–1807) și a soției lui, Maria Alexeievna Pușkina, iar bunicul ei patern, adică străbunicul lui Pușkin, un paj ridicat în rang de către Petru cel Mare, a fost Abram Petrovici Gannibal, născut în Eritreea. 
În octombrie 1811 viitorul poet s-a înscris la școala nou înființată la Țarskoe Selo, (azi orașul Pușkin) unde va studia până în 1817, când se stabilește la Petersburg și devine membru activ al cercului literar „Lampa verde”. La vârsta de cincisprezece ani publică primul poem. 
În 1820 vede lumina tiparului primul său poem, Ruslan și Ludmila. Poetul devine incomod din pricina popularității și scrierilor lui antidespotice - manuscrisul Odă a Libertății. Ca urmare, în același an (1820), pentru a evita deportarea în Siberia, se mută la Chișinău unde va locui până în 1823. 
După o călătorie de vară în Caucaz și în Crimeea, scrie două poeme foarte aclamate: Prizonierul din Caucaz și Fântâna din Bahcisarai.
În 1823 se mută la Odessa, unde intră din nou în conflict cu guvernul care-l trimite în exil în nordul Rusiei, unde va sta din 1824 până în 1826. Cu ajutorul anumitor autorități, reușește să-i facă o vizită Țarului Nikolai I pentru o petiție cu privire la eliberarea lui, pe care o și obține. Tot atunci (1823), începe să lucreze la marele său roman în versuri, Evgheni Oneghin care va aduce triumful realismului în literatura rusă.
În revolta din decembrie 1825 la Sankt Petersburg sunt găsite în mâinile unor insurgenți o serie de poeme politice timpurii ale poetului; ca urmare Pușkin intră imediat sub strictul control al cenzurii guvernului, fiindu-i interzis să călătorească sau să publice. În acest timp scrie drama Boris Godunov, pe care însă nu reușește să o publice decât cinci ani mai târziu.
În 1831 se căsătorește cu Natalia Goncearova. Împreună încep să frecventeze cercurile din înalta societate, poetul devenind un apropiat al curții. Soția lui era o femeie foarte admirată, inclusiv de țar, care pentru a-l umili îi oferă cel mai neînsemnat titlul de la curte.
În 1837, înglodat în datorii și în mijlocul zvonurilor despre relația amoroasă a soției lui cu aventurierul francez d’Anthes, pe 27 ianuarie Pușkin îl provoacă pe presupusul iubit la duel. În urma duelului, amândoi bărbații sunt răniți, dar Pușkin mortal. Două zile mai târziu, Rusia îl pierdea pe cel mai important poet și dramaturg romantic al secolului al XIX-lea. Guvernul, temându-se de o eventuală demonstrație politică, a mutat desfășurarea funeraliilor într-un loc mai ferit, permițând participarea unui grup foarte restrâns de rude și prieteni apropiați.
Pușkin a avut patru copii cu Natalia: Maria (născută în 1832, care este considerată un prototip pentru Anna Karenina), Aleksandr (născut în 1833), Grigori (născut în 1835) și Natalia (născută în 1836), cea din urmă s-a căsătorit, morganatic, cu un membru al familiei regale din Nassau, anume cu Nikolaus Wilhelm de Nassau și a devenit Contesă de Merenberg.

## Opera literară[25]

### Poeme
- Ruslan și Ludmila (1820)
- Gavriiliada (1821)
- Prizonierul din Caucaz (1822)
- Frații haiduci (1822)
- Fântana din Bahcisarai (1824)
- Țiganii (1827)
- Contele Nulin (1825)
- Poltava (1829)
- Căsuța din Colomna (1829)
- Andjelo (1833)
- Călărețul de aramă (1833)

| - Povestea cu popa și argatul său Balda (1830) - Povestea ursoaicei (1830) - Povestea țarului Saltan, a feciorului său Gvidon-voevod viteazul și a frumoasei crăiese Lebăda (1831) - Basmul cu pescarul și peștișorul (1833) - Basmul cu domnița moartă și cu cei șapte voinici (1833) - Basmul cocoșelului de aur (1834) - Boris Godunov (1825) - Micile tragedii (1830) - Cavalerul avar - Mozart și Salieri - Oaspetele de piatră - Ospăț în timp de ciumă - Rusalka (1832) - Evgheni Oneghin (1832) | - Arapul lui Petru cel Mare (1827) (roman neterminat) - Istoria satului Goriuhino (1830) (schiță neterminată) - Povestirile răposatului Ivan Petrovici Belkin (1831) - Împușcătura - Viscolul (Метель) - Dricarul - Căpitanul de poștă - Domnișoara țărăncuță - Dubrovski (1832) (roman neterminat) - Kirdjali (1834) - Dama de pică (1834) - Istoria lui Pugaciov (1834) - Fata căpitanului (1836) - Roslavlev (1836) (roman neterminat) - Nopțile egiptene (1837) (schiță neterminată) |

## Traduceri și ediții bilingve
- Versuri,  Ediție bilingvă, Editura pentru literatură, București, 1964, 547 pp.

## Aprecieri

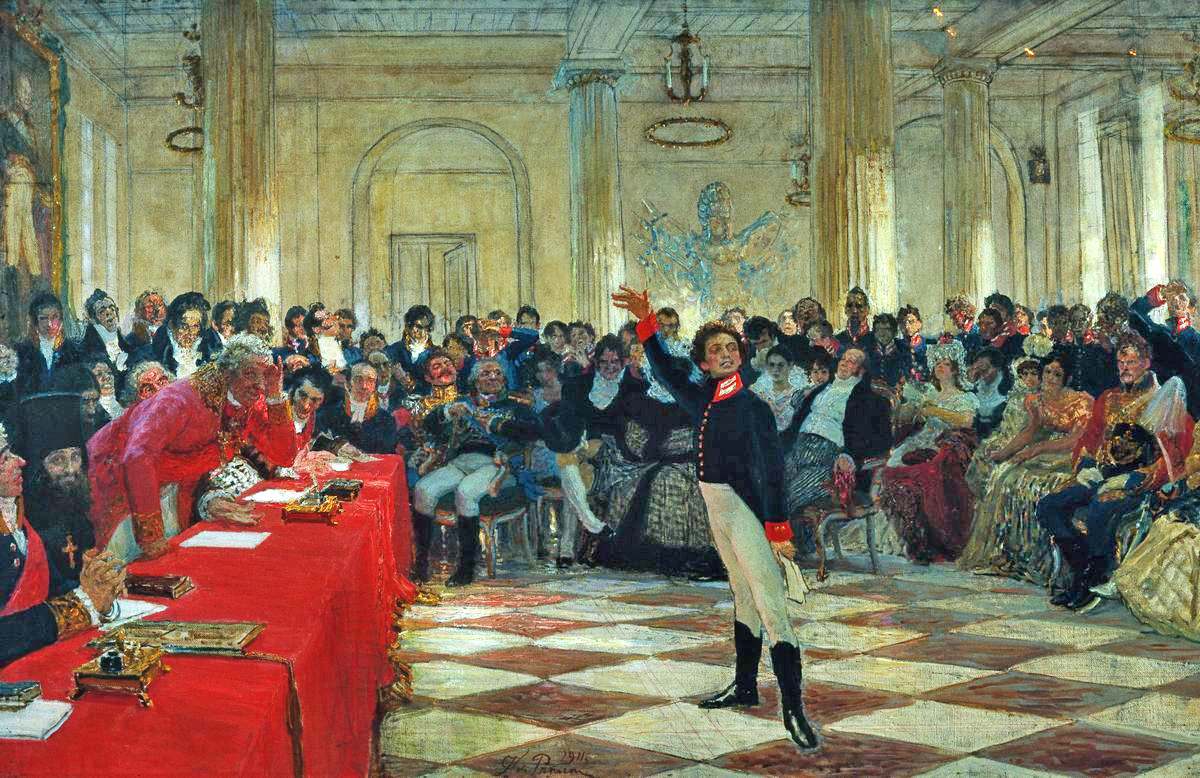
Pușkin la șaisprezece ani, recitând un poem

„Sunt copleșit de versurile lui Pușkin, izvor de apă vie.”—Mihai Eminescu - poet, prozator și ziarist
„Poezia lui Pușkin este ca un soare. Luminează întreaga lume.”—Nicolai Nekrasov - poet
„Fără îndoială, Pușkin este acela care a creat limba noastră poetică, limba noastră literară, iar nouă și urmașilor noștri nu ne rămâne decât să mergem pe drumul trasat de geniul lui.”—Ivan Turgheniev - scriitor
„Poezia lui Pușkin este uimitor de fidelă realității ruse, fie că descrie natura rusă, fie că zugrăvește caracterele ruse; acesta este motivul pentru care Pușkin a fost proclamat în unanimitate poetul cu adevărat național al Rusiei, poet popular.”—Vissarion Belinski - critic literar
„Cu cât inspirația este mai puternică, cu atât este nevoie de mai multă migală pentru a-i da glas. Îl citim pe Pușkin și versurile lui sunt atât de curgătoare, atât de simple, încât avem impresia că ele s-au rânduit într-o astfel de formă, așa, de la sine, fără nicio greutate. Nu ne dăm seama însă câtă muncă a cheltuit poetul pentru ca totul să iasă atât de simplu și de curgător.”—Lev Tolstoi - scriitor
„Suntem niște pigmei în comparație cu Pușkin. Nu mai există printre noi un asemenea geniu. Ce frumusețe, ce vigoare are fantezia lui! Am recitit de curând Dama de pică. Ce fantezie!... Cu o analiză subtilă el a urmărit toate mișcările lui Hermann, toate chinurile lui, toate speranțele și, în sfârșit, neașteptata și îngrozitoarea lui cădere.”—Feodor Dostoievski - scriitor
„Când se pronunță numele lui Pușkin te gândești imediat la poetul național rus. Și într-adevăr, niciunul din poeții noștri nu e mai mare și nu poate fi numit cu mai multă dreptate național. În el, ca într-un lexicon, se află bogăția, puterea și flexibilitatea limbii noastre. Mai mult decât oricare altul, el i-a deschis granițele și a indicat imensitatea spațiului său. Pușkin este un fenomen excepțional, poate unic, al spiritului rus: el e omul rus în dezvoltarea sa finită, așa cum va apare poate peste două sute de ani.”—Nikolai Gogol - scriitor